# San Ysidro (San Diego)
Pour les articles homonymes, voir San Ysidro.
San Ysidro est un quartier du sud de la ville de San Diego, dans l'État de Californie, connu pour abriter le principal poste-frontière entre les États-Unis et le Mexique. 

## Géographie
La frontière américano-mexicaine la borde au sud et fait face à la ville mexicaine de Tijuana, alors qu'à l'ouest se trouvent les banlieues de Nestor et Tijuana River Valley, tandis que Otay Mesa West se situe au nord et Otay Mesa à l'est.

## Le poste-frontière de San Ysidro
Le poste-frontière (32° 32′ 34″ N, 117° 01′ 45″ O) permet la jonction de l'Interstate 5 qui longe la côte Ouest des États-Unis depuis la frontière canadienne avec l'autoroute fédérale mexicaine 1 (en) qui rejoint Cabo San Lucas au sud de la péninsule de Basse-Californie. Il est ouvert 24h/24 et est le point de passage transfrontalier le plus fréquenté au monde puisque 45 000 véhicules et 25 000 piétons le traversent chaque jour, ce qui représente environ 150 000 personnes,.
Sur les 24 guérites que compte le poste-frontière, six d'entre elles sont réservées aux 64 000 personnes (en 2006) jugées à « faibles risques » par la sécurité américaine, munies d'un badge électronique d'identification qui leur permettent d'éviter les heures d'attente avant de passer la frontière. Pour l'obtenir elles doivent se soumettre à un contrôle rigoureux : vérification du casier judiciaire et inspection méticuleuse de leur véhicule.

## Secours
La sécurité est garantie par le San Diego Police Department. La zone est gérée par le QG de la division sud qui se trouve au 1120 27th Street et un poste subalterne situé au 663 E. San Ysidro Blvd.
Le San Diego Fire Department s'occupe des incendies et des services de secours, la caserne 29 est située au 179 W. San Ysidro Blvd.